# 205. strelska divizija (ZSSR)
205. strelska divizija (izvirno rusko 205. стрелковая дивизия; kratica 205. SD) je bila strelska divizija Rdeče armade v času druge svetovne vojne.

## Zgodovina
Divizija je bila ustanovljena leta 1941 v Habarovsku, bila uničena na začetku operacije Barbarossa in bila ponovno ustanovljena oktobra 1941 v Murmansku. Ponovno je bila uničena oktobra 1942 v Stalingradu. Tretjič je bila ustanovljena oktobra 1942 s preoblikovanjem 1. polarne in 186. strelske divizije.